# За день до...
«За день до…» — радянський художній фільм 1991 року, знятий режисерами Олегом Борецьким і Олександром Негребою.

## Сюжет
Історія ліричних дилетантів серед професійних убивць. Компанія творчої молоді намагається у заповідній квартирі зберегти острівець безпеки, спокою, свій особливий стиль життя та стосунків. Але ця свобода дорого їм обходиться. Починається стрічка як поганий радянський детектив, а закінчується як хвацький «кооперативний» бойовик. І в проміжку між жанрами — життя, кохання, кіно.

## У ролях
- Олена Копцева-Негреба — Аня
- Галина Сазонова — Марина
- Тетяна Коренєвська — Єва
- Олег Борецький — Борис
- Олександр Негреба — Андрій
- Григорій Мануков — Гена
- Ігор Золотовицький — Діма
- Олександр Миронов — Веня
- Михайло Богдасаров — шофер броньовика
- Олександр Макаров — Антон
- Павло Сиротін — депутат
- Олександра Коннікова — Саша
- Володимир Пучков — Іван
- Олексій Воскресенський — банкір
- Микола Сисоєв — шеф оперативників
- Дмитро Полонський — снайпер
- Андрій Фомін — композитор
- Алла Демиденко — мама композитора
- Ольга Маркіна — дама з бульвару
- Борис Каморзін — переслідувач
- М. Виноградов — переслідувач
- Дмитро Набатов — Коля
- М. Копцев — Гриша
- А. Молдавський — диригент
- Петро Меркур'єв — перший критик
- Юрій Ігнатов — другий критик
- Тетяна Фрідлянд — скрипалька
- Галина Морачова — нічна гостя
- Зінаїда Кулакова — Зіна
- Жанна Скосирьова — панночка з автоматом
- Володимир Д'ячков — оперативник
- Олександр Тютін — співробітник лабораторії
- Анатолій Брітов — співробітник лабораторії
- Є. Панфілов — співробітник лабораторії
- Є. Мурована — співробітниця лабораторії
- Каріна Хаджі-Мурат — Зоя
- Рауф Атамалібеков — покупець
- В. Ємельянов — метрдотель
- А. Кузьмін — панк
- А. Авдєєв — жебрак

## Знімальна група
- Режисери — Олег Борецький, Олександр Негреба
- Сценаристи — Юрій Матис, Ірина Рогачова
- Оператори — Володимир Куликов, Михайло Мукасей
- Композитори — Володимир Логунов, Юрій Матис
- Художник — Дмитро Коміссаров